# Pellevoisin
Pellevoisin [pɛlvwazɛ̃] ist eine französische Gemeinde mit 794 Einwohnern (Stand: 1. Januar 2022) im Département Indre in der Region Centre-Val de Loire. Sie gehört zum Kanton Valençay im Arrondissement Châteauroux. Die Einwohner werden Pellevoisinois genannt.

## Geographie
Die Gemeinde Pellevoisin liegt etwa 35 Kilometer nordwestlich von Châteauroux. Durch den Norde der Gemeinde verläuft der Fluss Nahon. Sie grenzt im Norden an Heugnes, im Nordosten an Selles-sur-Nahon, im Osten an Frédille, im Südosten an Sougé, im Süden an Argy sowie im Westen an Villegouin. Weiler in der Gemeindegemarkung heißen Charbonnière, La Maison Neuve und Roidoux.

## Bevölkerungsentwicklung
| Jahr                       | 1962 | 1968 | 1975 | 1982 | 1990 | 1999 | 2006 | 2013 | 2020 |
| Einwohner                  | 998  | 940  | 926  | 1027 | 916  | 886  | 874  | 830  | 797  |
| Quellen: Cassini und INSEE |      |      |      |      |      |      |      |      |      |

## Sehenswürdigkeiten
- Kirche Saint-Pierre-et-Saint-Paul
- Diözesanheiligtum Notre-Dame de Miséricordie („Marienerscheinungen“ im Jahr 1876)
- Schloss Le Mée
- Museum Giraudoux-Bernanos-Estelle Faguett

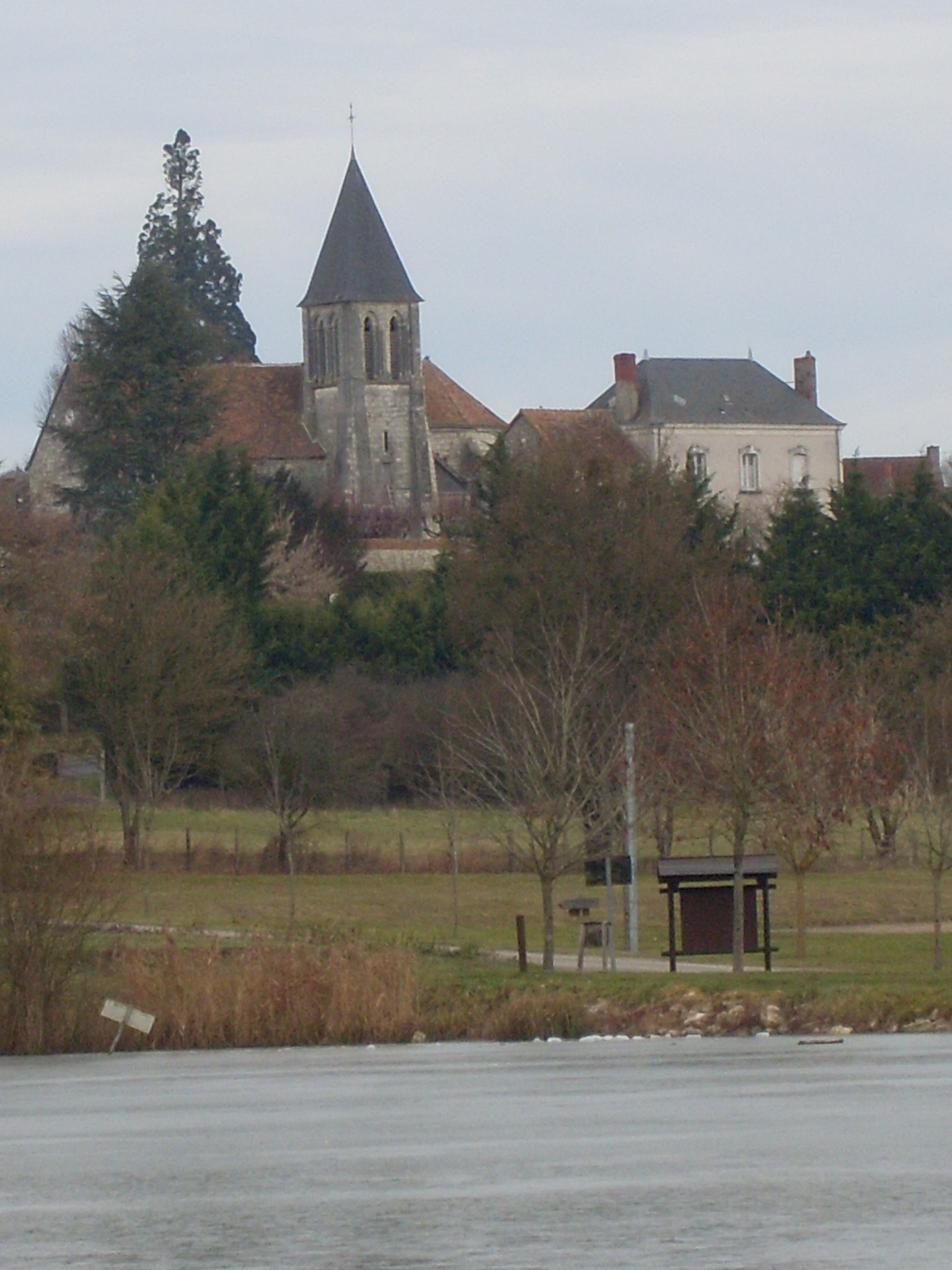
Kirche Saint-Pierre-et-Saint-Paul
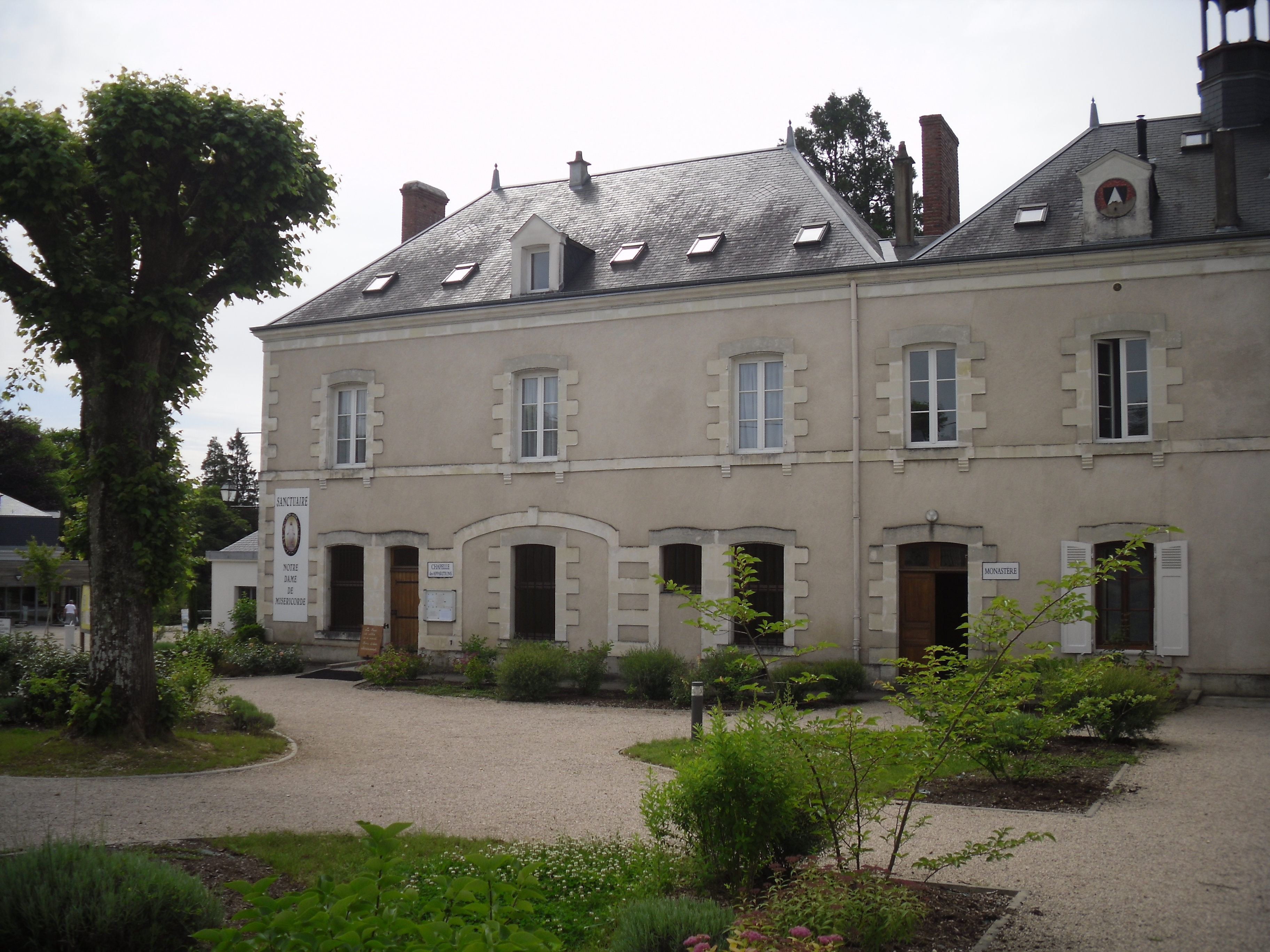
Sanktuarium Notre-Dame de Miséricordie

## Verkehr

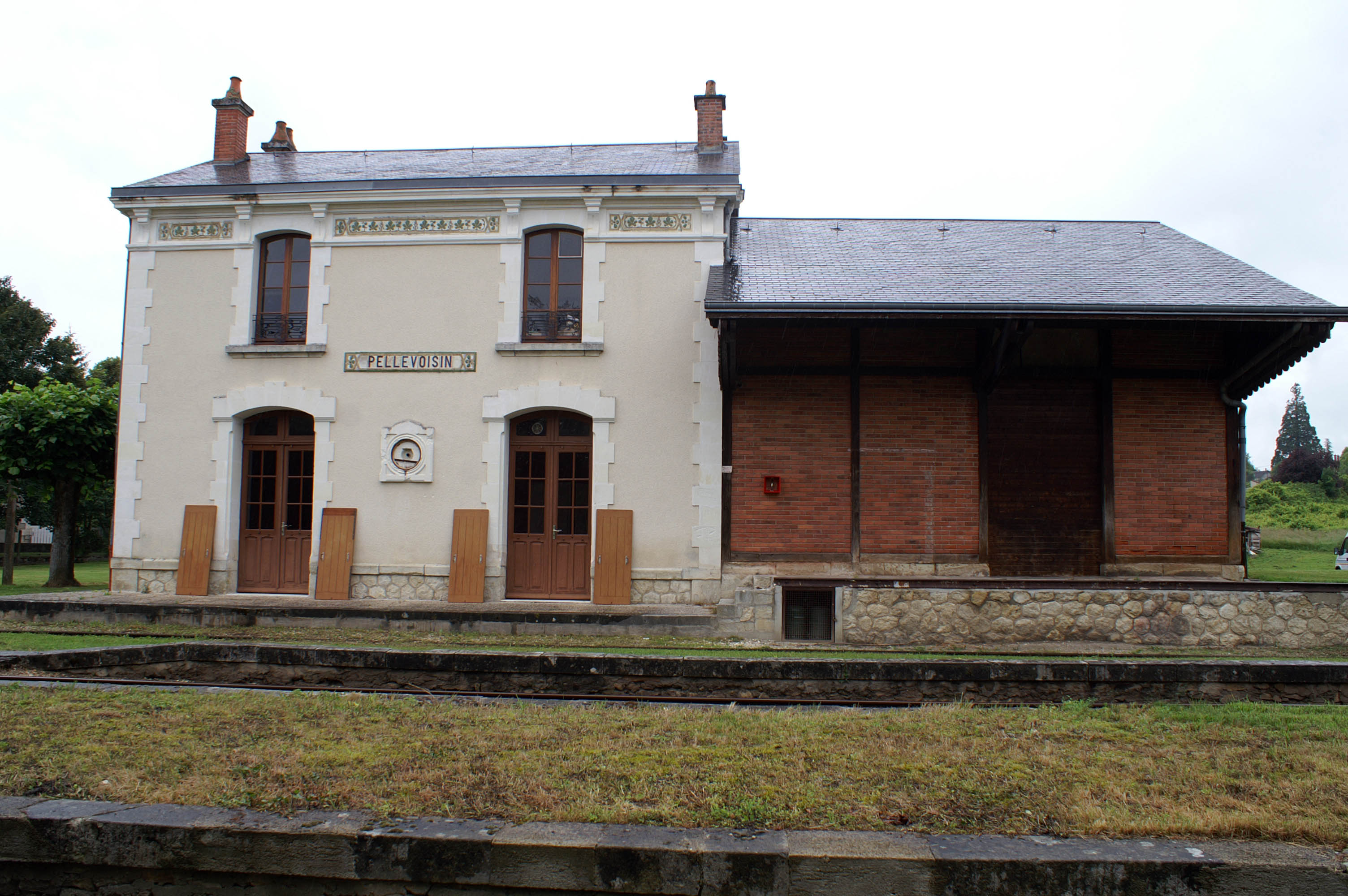
Bahnhof

Pellevoisin hat einen Bahnhof an der Bahnstrecke von Le Blanc nach Argent. Der entsprechende Abschnitt der meterspurigen Schmalspurbahn wurde am 17. November 1902 eröffnet. Am 26. September 1980 wurde der Personenverkehr und am 31. Dezember 1988 auch der Güterverkehr eingestellt. Auf dem denkmalgeschützten Streckenabschnitt zwischen Argy und Luçay-le-Mâle über Pellevoisin führt die Museumseisenbahn Train du Bas-Berry seit 2003 einen touristischen Verkehr mit historischen Fahrzeugen durch.